# Raffaele Mazzetti
Raffaele Mazzetti fou un compositor italià, del qual només se'n sap que va morir a Imola el 1867 i que va escriure les òperes Marco Visconti i Gustaf Wasa.